# Achteckiger Pavillon von Jingzhen

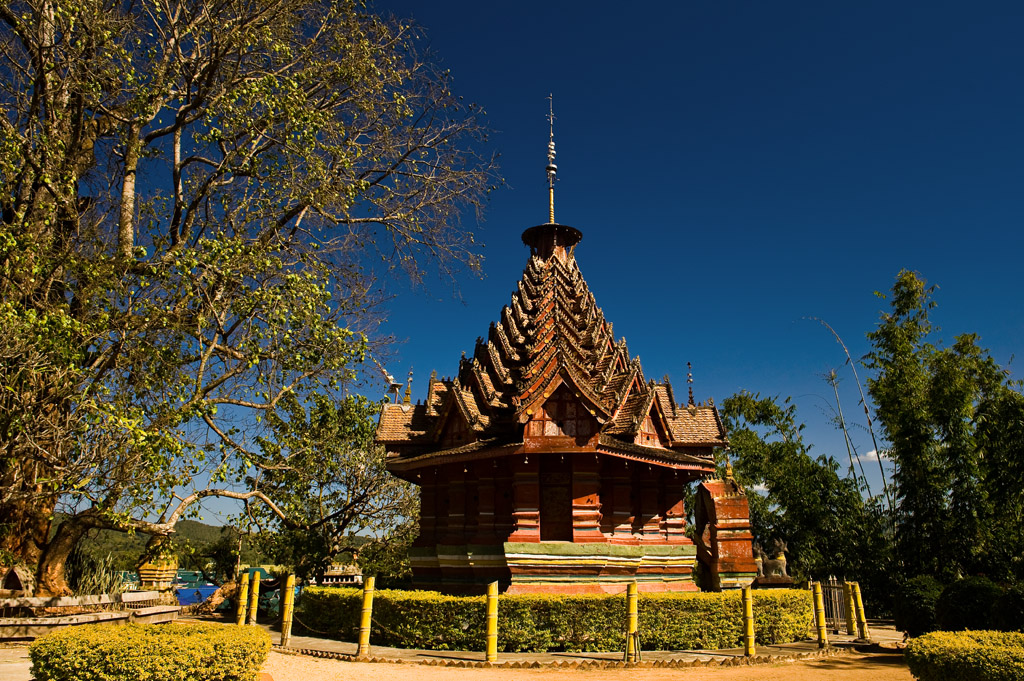

Der Achteckige Pavillon von Jingzhen (chinesisch 景真八角亭, Pinyin Jǐngzhēn Bājiǎo tíng, englisch Jingzhen Octagonal Pavilion) befindet sich in Jingzhen, Kreis Menghai, Autonomer Bezirk Xishuangbanna der Dai, Provinz Yunnan, China.

## Lage
Das Bauwerk, Teil eines einstigen hinayana-buddhistischen Klosters, befindet sich auf dem Berg Jingzhen im Kreis Menghai, 14 km westlich von der Stadt Jinghong.

## Geschichte und Beschaffenheit
Das Kloster selbst galt einst als wichtiges religiöses Zentrum. Nach Berichten der Dai wurde der Pavillon 1701 in der (chinesischen) Zeit der Qing-Dynastie errichtet (dem Jahr 1063 nach dem traditionellen Kalender der Dai). Es ist ein Holzpavillon mit einem Ziegelfundament, seine Fenster wurden mit farbigem Glas verziert.
Der Pavillon steht seit 1988 auf der Liste der Denkmäler der Volksrepublik China in Yunnan (3–124).

## Bilder

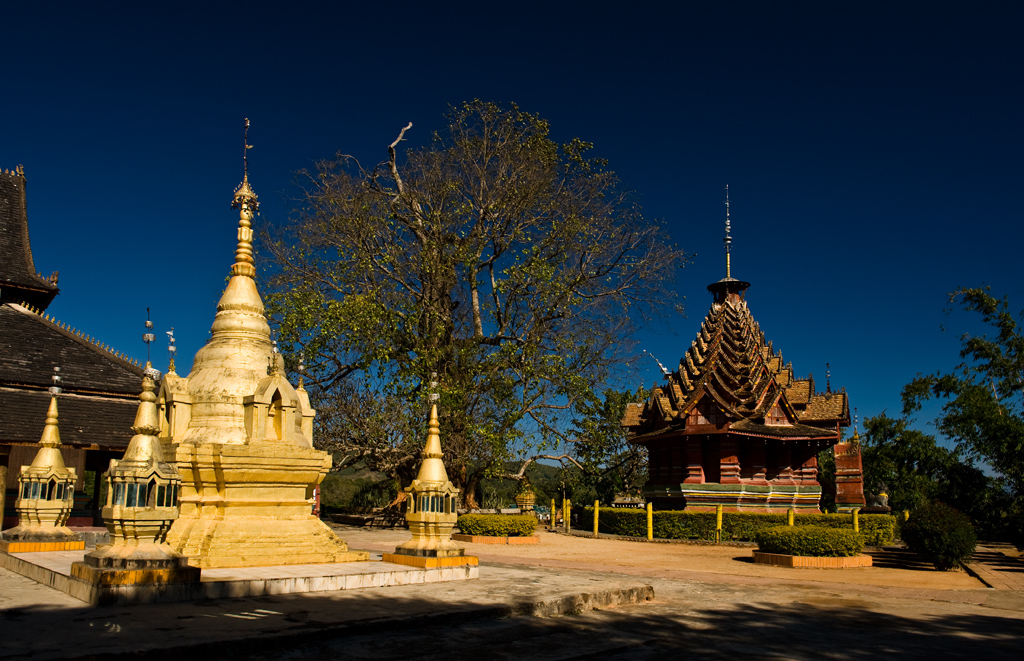
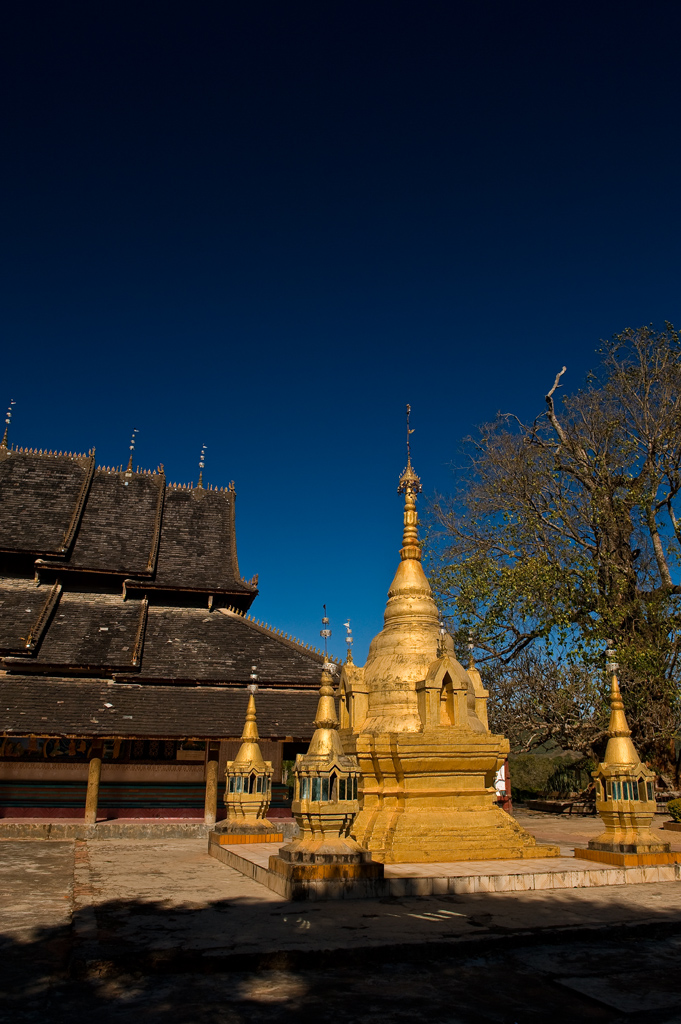
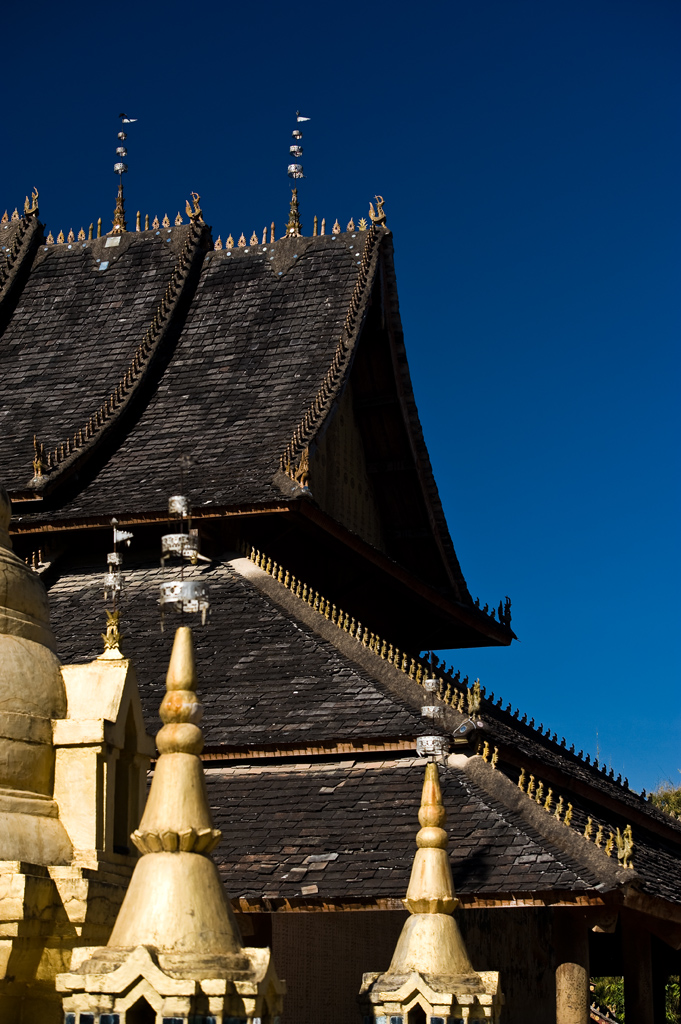
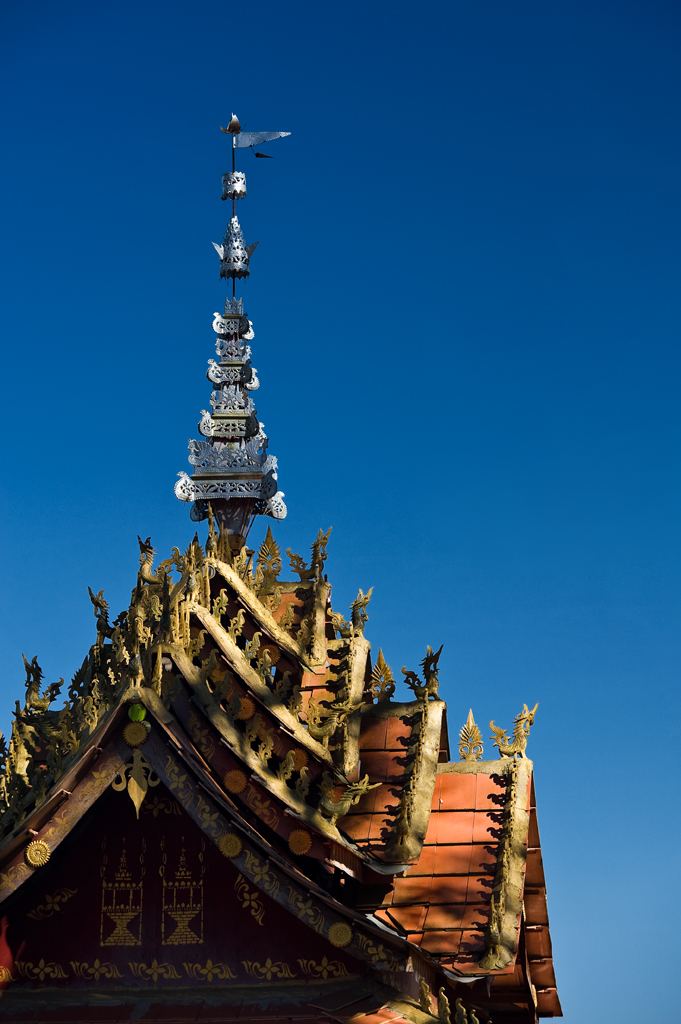